# Wereldkampioenschappen schaatsen afstanden 2009 - 500 meter mannen
De wereldkampioenschappen schaatsen afstanden 2009 - 500 meter mannen werd gehouden op zondag 15 maart 2009 op de Richmond Olympic Oval in Richmond, Canada.

## Statistieken

### Uitslag
| #      | Schaatser           | 1e run | 2e run | Totaal |
| ------ | ------------------- | ------ | ------ | ------ |
| Goud   | Lee Kang-seok       | 34,80  | 34,93  | 69,730 |
| Zilver | Lee Kyou-hyuk       | 34,90  | 35,02  | 69,920 |
| Brons  | Yu Fengtong         | 35,06  | 34,91  | 69,970 |
| 4      | Mika Poutala        | 35,23  | 34,86  | 70,090 |
| 5      | Tucker Fredricks    | 35,20  | 34,92  | 70,120 |
| 6      | Yuya Oikawa         | 35,10  | 35,07  | 70,170 |
| 7      | Keiichiro Nagashima | 35,08  | 35,21  | 70,290 |
| 8      | Jamie Gregg         | 35,25  | 35,12  | 70,370 |
| 9      | Zhang Zhongqi       | 35,28  | 35,23  | 70,510 |
| 10     | Lee Ki-Ho           | 35,30  | 35,38  | 70,680 |
| 11     | Dmitri Lobkov       | 35,63  | 35,27  | 70,900 |
| 12     | Joji Kato           | 35,41  | 35,78  | 71,190 |
| 13     | Jan Smeekens        | 35,60  | 35,60  | 71,200 |
| 14     | Muncef Ouardi       | 35,45  | 35,81  | 71,260 |
| 15     | Stefan Groothuis    | 35,64  | 35,74  | 71,380 |
| 16     | Simon Kuipers       | 35,56  | 35,87  | 71,430 |
| 17     | Vincent Labrie      | 35,74  | 35,85  | 71,590 |
| 18     | Zhang Yaolin        | 35,82  | 35,85  | 71,670 |
| 19     | Sergej Chadajev     | 35,83  | 35,92  | 71,750 |
| 20     | Ermanno Ioriatti    | 35,93  | 36,20  | 72,130 |
| 21     | Maciej Ustynowicz   | 35,98  | 36,27  | 72,250 |
| 22     | Shani Davis         | 35,19  | 57,03  | 92,220 |
| 23     | Pekka Koskela       | 35,43  | DNS    | NC     |
| 24     | Pasi Koskela        | 36,37  | DQ     | NC     |

### Loting 1e 500 m
| Rit | Binnenbaan       | Buitenbaan          |
| --- | ---------------- | ------------------- |
| 1   | Ermanno Ioriatti | Pasi Koskela        |
| 2   | Sergej Chadajev  | Maciej Ustynowicz   |
| 3   | Vincent Labrie   | Zhang Yaolin        |
| 4   | Stefan Groothuis | Muncef Ouardi       |
| 5   | Lee Kang-seok    | Shani Davis         |
| 6   | Jamie Gregg      | Lee Ki-Ho           |
| 7   | Simon Kuipers    | Zhang Zhongqi       |
| 8   | Jan Smeekens     | Pekka Koskela       |
| 9   | Joji Kato        | Dmitri Lobkov       |
| 10  | Yuya Oikawa      | Lee Kyou-hyuk       |
| 11  | Mika Poutala     | Keiichiro Nagashima |
| 12  | Yu Fengtong      | Tucker Fredricks    |

### Ritindeling 2e 500 m
| Rit | Binnenbaan          | Buitenbaan       |
| --- | ------------------- | ---------------- |
| 1   | Pasi Koskela        | Ermanno Ioriatti |
| 2   | Maciej Ustynowicz   | Sergej Chadajev  |
| 3   | Zhang Yaolin        | Vincent Labrie   |
| 4   | Dmitri Lobkov       | Stefan Groothuis |
| 5   | Muncef Ouardi       | Jan Smeekens     |
| 6   |                     | Simon Kuipers    |
| 7   | Lee Ki-Ho           | Joji Kato        |
| 8   | Zhang Zhongqi       | Jamie Gregg      |
| 9   | Tucker Fredricks    | Mika Poutala     |
| 10  | Keiichiro Nagashima | Yu Fengtong      |
| 11  | Shani Davis         | Yuya Oikawa      |
| 12  | Lee Kyou-hyuk       | Lee Kang-seok    |

1996 · 
1997 · 
1998 · 
1999 · 
2000 · 
2001 · 
2003 · 
2004 · 
2005 · 
2007 · 
2008 · 
2009 · 
2011 · 
2012 · 
2013 · 
2015 · 
2016 · 
2017 ·
2019 ·
2020 ·
2021 ·
2023 ·
2024 ·
2025